# Late Orchestration
Late Orchestrastion é um álbum ao  vivo do cantor norte-americano Kanye West.
Nele o rapper executa versões sinfônicas de seus maiores sucessos para uma platéia intimista de 300 fãs nos Estúdios Abbey Road (dos The Beatles). O show foi gravado no dia 21 de setembro de 2005 em Londres com uma orquestra de 17 elementos formada apenas por mulheres.
Participaram da gravação John Legend, Lupe Fiasco, GLC e Consequence. O CD tem 13 faixas incluindo a bônus "Gold Digger" (Live at AOL). No Brasil, o show foi exibido pelo canal de tv por assinatura HBO Plus. Foi lançado um DVD de mesmo nome.

## Faixas
1. "Diamonds from Sierra Leone" – 4:08
2. "Touch the Sky" – 4:07
3. "Crack Music" – 2:48
4. "Drive Slow" – 4:34
5. "Through the Wire" – 3:33
6. "Workout Plan" – 2:53
7. "Heard 'Em Say" – 4:10
8. "All Falls Down" – 3:13
9. "Bring Me Down" – 3:21
10. "Gone" – 4:15
11. "Late" – 3:54
12. "Jesus Walks" – 3:14
13. "Gold Digger (AOL Sessions)" (faixa bônus) – 3:18